# Oxandra polyantha
Oxandra polyantha är en kirimojaväxtart som beskrevs av Robert Elias Fries. Oxandra polyantha ingår i släktet Oxandra och familjen kirimojaväxter. Inga underarter finns listade i Catalogue of Life.